# Габрієль Кальдерон
Габріе́ль Умбе́рто Кальдеро́н (ісп. Gabriel Humberto Calderón; 7 лютого 1960, Росон, провінція Чубут, Аргентина) — колишній аргентинський футболіст, атакувальний півзахисник.

## Біографія

### Футбольна кар'єра
Зробив свої перші кроки у футболі в аргентинському клубі «Херміналь Росон». За свою кар'єру футболіста Кальдерон змінив чимало клубів, включаючи «Расинг» і «Індепендьєнте» з Аргентини, «Бетіс» з Іспанії. У французькому чемпіонаті виступав за «Парі Сен-Жермен».
Був у складі збірної Аргентини, яка виграла чемпіонат світу серед юніорів у 1979 році. Грав у 1982 році на чемпіонаті світу в Іспанії. Пропустив переможний для аргентинців чемпіонат світу 1986 року в Мексиці. На чемпіонаті світу 1990 року в Італії у складі збірної брав участь у фіналі проти збірної ФРН, зазнавши від неї поразки з мінімальним рахунком 0:1.

### Тренерська кар'єра
Після завершення футбольної кар'єри протягом деякого часу працював коментатором на телебаченні. Після цього вирішив почати кар'єру тренера. З 1997 по 2000 тренував французький футбольний клуб «Кан». У 2002 році виїхав до Швейцарії, де в період з 2002 по 2003 рік тренував «Лозанну».
В кінці 2004 року Кальдерон став наставником національної збірної Саудівської Аравії, де успішно керував командою в результаті вивівши її у фінальну стадію Кубка Світу 2006 року в Німеччині. Тим не менше, у грудні 2005 року був звільнений зі збірної Саудівської Аравії за жахливу гру команди в Азійських Іграх.
9 квітня 2007 року Кальдерон став головним тренером збірної Оману. Через короткий час, 13 січня 2008 був відправлений у відставку, через те що не дотримувався планів підготовки команди.
Протягом 2008—2011 працював із саудівськими «Аль-Іттіхад» (Джидда) та «Аль-Хіляль» (Ер-Ріяд), після чого очолив еміратський «Баніяс».
2012 року знову став головним тренером збірної, цього разу очолив національну команду Бахрейну, з якою пропрацював до наступного року.
Частину 2014 року провів в Іспанії, де працював з клубом «Реал Бетіс», після чого повернувся на Аравійський півострів, де до 2016 року тренував команду еміратського «Аль-Васла».

## Титули і досягнення
- Чемпіон світу (U-20): 1979
- Віце-чемпіон світу: 1990
- Бронзовий призер Кубка Америки: 1989